# Jan van de Graaff
Jan van de Graaff, nizozemski veslač, * 24. september 1944, Hengelo.
van de Graaff je za Nizozemsko nastopil na Poletnih olimpijskih igrah 1964 v Tokiu, kjer je v četvercu s krmarjem osvojil bronasto medaljo.